# Cabin Pressure
Cabin Pressure ist eine von John Finnemore geschriebene und von David Tyler produzierte Hörspielserie. Es geht um die Abenteuer der Crew des einzigen Flugzeuges von „MJN Air“. Die Stars der Sendung sind Finnemore, Stephanie Cole, Roger Allam und Benedict Cumberbatch. Die Serie lief seit 2008 auf BBC Radio 4.
Die Kritiken der Serie waren sehr gut, so dass insgesamt 4 Staffeln gesendet wurden, inklusive eines Weihnachtsspecials. Die vierte Staffel mit 6 Episoden wurde von Januar bis Februar 2013 gesendet. Das zweiteilige Finale „Zurich“ wurde am 23. und 24. Dezember 2014 gesendet. Die Titelmelodie der Serie ist die Ouvertüre zur Oper Ruslan und Ljudmila von Michail Glinka.

## Inhalt

### Schauplatz
Die Handlung spielt sich bei MJN Air ab, der kleinsten Fluggesellschaft der Welt, welche nur ein Flugzeug hat: eine Lockheed McDonnell 312, Kennnummer Golf Echo Romeo Tango India (G-ERTI), so dass die Besatzung das Flugzeug liebevoll „Gerti“ nennt. Der Firmenname geht auf die Scheidung der Eigentümerin Caroline Knapp-Shappey (Stephanie Cole) zurück, in der sie das Flugzeug von ihrem Ex-Mann Gordon Shappey (Timothy West) erhielt und Gerti als „My Jet Now“ (dt. etwa: Nun mein Flugzeug) deklarierte. Aufgrund der geringen Größe des Unternehmens steht es oft am finanziellen Abgrund, daher nimmt die Besatzung jeden Auftrag gerne an. Sitz der Fluggesellschaft ist der erfundene Fitton Airport.
Jede Folge ist nach einer anderen Stadt benannt, welche mit dem nächsten Buchstaben des Alphabets beginnt, meist handelt es sich um das Flugziel. Die Folgen liefen zwar nicht in alphabetischer Reihenfolge, wurden allerdings so veröffentlicht.

### Handlung
Die Serie handelt vom alltäglichen Arbeitsleben der Mitarbeiter von MJN Air: Carolyn, die Besitzerin und Stewardess; Copilot Douglas Richardson (Roger Allam), ein erfahrener Pilot, der nach einem missglückten Schmuggelversuch von Air England gefeuert wurde;  Pilot Martin Crieff (Benedict Cumberbatch), welcher zwar eine enorme Begeisterung für seinen Beruf an den Tag legt, allerdings kein sehr begabter Pilot ist; und Arthur Shappey (John Finnemore), Carolyns leicht zu begeisternder, aber begriffsstutziger Sohn, der als Steward arbeitet.

## Rezeption
Im „Independent“ lobte Nicholas Lezard die Serie, er nannte „the writing and performances ... exceptional“ und schlug vor, die Serie „deserves an award“. Gillian Reynolds vom The Daily Telegraph nannte Cabin Pressure „one of the best written, cast, acted and directed comedies on anywhere.“

### Auszeichnungen
Cabin Pressure wurde 2010 für den Writers’ Guild of Great Britain Preis nominiert.
2011 gewann John Finnemore in der Kategorie „Best Radio Comedy 2011“, ausgezeichnet von Writers’ Guild of Great Britain.
Außerdem wurde die Serie bei den BBC Audio Drama Awards 2012 in der Kategorie „beste geschriebene Comedy“ nominiert.

## Episodenliste

### Staffel 1
- Abu Dhabi
- Boston
- Cremona
- Douz
- Edinburgh
- Fitton

### Staffel 2
- Helsinki
- Gdansk
- Ipswich
- Johannesburg
- Kuala Lumpur
- Limerick

#### Weihnachtsspecial
- Moloka'i

### Staffel 3
- Qikiqtarjuaq
- Paris
- Newcastle
- Ottery St. Mary
- Rotterdam
- Saint Petersburg

### Staffel 4
- Timbuktu
- Uskerty
- Vaduz
- Wokingham
- Xinzhou
- Yverdon-les-Bains

### Finale
- Zurich Teil 1
- Zurich Teil 2